# مايكل كامن
مايكل كامن (بالإنجليزية: Michael Kamen)‏ (15 أبريل 1948 في نيويورك - 18 نوفمبر 2003 في لندن) كان ملحنًا أمريكيًا، اكتسب خبرة بشكل خاص من خلال ألحانه الموسيقية في للأفلام وأيضا من خلال عمله كمنظم في أوركسترا وكاتب أغاني.
في عام 1965 أنهى مايكل دورته من المدرسة العليا للموسيقى والفنون في نيويورك. بدأ عام 1971 عمله في مجال تلحين الموسيقى التصويرية للأفلام مثل فيلم موت بطيء وترخيص للقتل - جامس بوند 007 أو روبن هود: ملك اللصوص. عمل مايك مع عدد من المغنيين المعروفين بما في ذلك الفرق الموسيقية أيضا مثل بينك فلويد، ديفيد غيلمور، روجر واترز، كوين، إيريك كلابتون، توم بيتي، ذا كرانبيريز، برايان آدمز، ستينغ ميتاليكا وغيرهم.
عانى هذا الملحن منذ عام 1996 من تصلب متعدد إلى غاية وفاته عام 2003 نتيجة جلطة قلبية تاركا وراءه زوجته وطفلين.

## وصلات خارجية
- لمحة عن مايكل كامن مع قائمة بعناوين الأفلام التي عمل لها
- الموقع الرسمي
- مايكل كامن على موقع IMDb (الإنجليزية)
- مايكل كامن على موقع ألو سيني (الفرنسية)
- مايكل كامن على موقع ميوزك برينز (الإنجليزية)
- مايكل كامن على موقع أول موفي (الإنجليزية)
- مايكل كامن على موقع بوكس أوفيس موجو (الإنجليزية)
- مايكل كامن على موقع قاعدة بيانات برودواي على الإنترنت (الإنجليزية)
- مايكل كامن على موقع قاعدة بيانات الأفلام السويدية (السويدية)
- مايكل كامن على موقع إن إن دي بي (الإنجليزية)
- مايكل كامن على موقع أول ميوزيك (الإنجليزية)
- مايكل كامن على موقع ديسكوغز (الإنجليزية)
- Film Composer Tributes - Michael Kamen
- Michael Kamen at Soundtrackguide.net
- Michael Kamen interview (in french) at UnderScores : Musique & Cinéma